# バラコア
バラコア（Baracoa、バラコーア）は、キューバグアンタナモ州の都市。初代キューバ総督ディエゴ・ベラスケス・デ・クエリャルによって1511年8月15日に建設された。キューバ最古のスペイン人居住区でありキューバの最初の首都でもあることから「最初の町（Ciudad Primada）」とも呼ばれる。

## 地理
クリストファー・コロンブスが最初の航海でキューバに上陸した場所は、航海日誌の記述などからバラコアであったと考えられている。バラコアという名前は、先住民アラワク族の"海がある所"という言葉に由来する。
蜂蜜湾（Bay of Honey、Bahía de Miel）を抱え、Sierra del Purial などの山脈に囲まれたバラコアは、1960年代に山に道路が建設されるまでは、いわゆる「陸の孤島」であった。

## 気候
年間雨量は1,600mm、平均気温は25－28℃、湿度は85%。
2008年3月には高気圧による強風のため津波による洪水が発生、また同年9月にはハリケーン・アイクが上陸し市街地には大きな被害が出た。

## 歴史

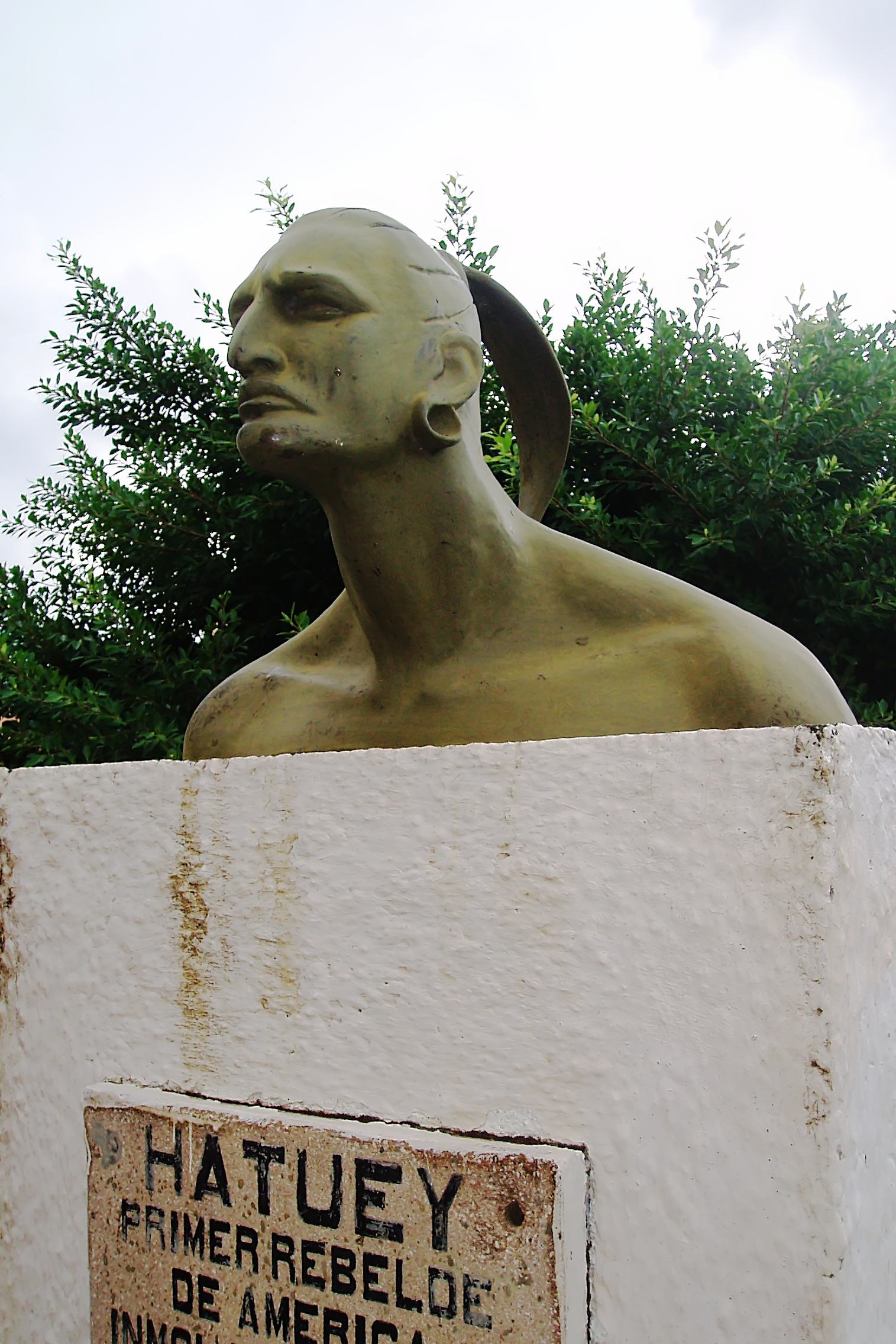
バラコアのアトウェイ像

キューバ島には元々タイノ族という部族がおり、スペイン人によってほぼ絶滅させられたが、バラコアにはその末裔が今も暮らしている。バラコアの英雄は、イスパニョーラ島のスペイン人から逃れ、キューバでタイノ族を率いて戦ったアトゥエイである。伝えられるところによると、アトウェイは仲間に裏切られ、火刑に処せられることになった。処刑されようとするアトウェイに対し、キリスト教の神父は改宗すれば救済の道もあると説得を試みた。アトウェイは神父に、死んだスペイン人も天国にいくのかと尋ねたところ、神父はそれを肯定した。これを聞いたアトウェイは、神父に「地獄にいく方がましだ」と答えたという。

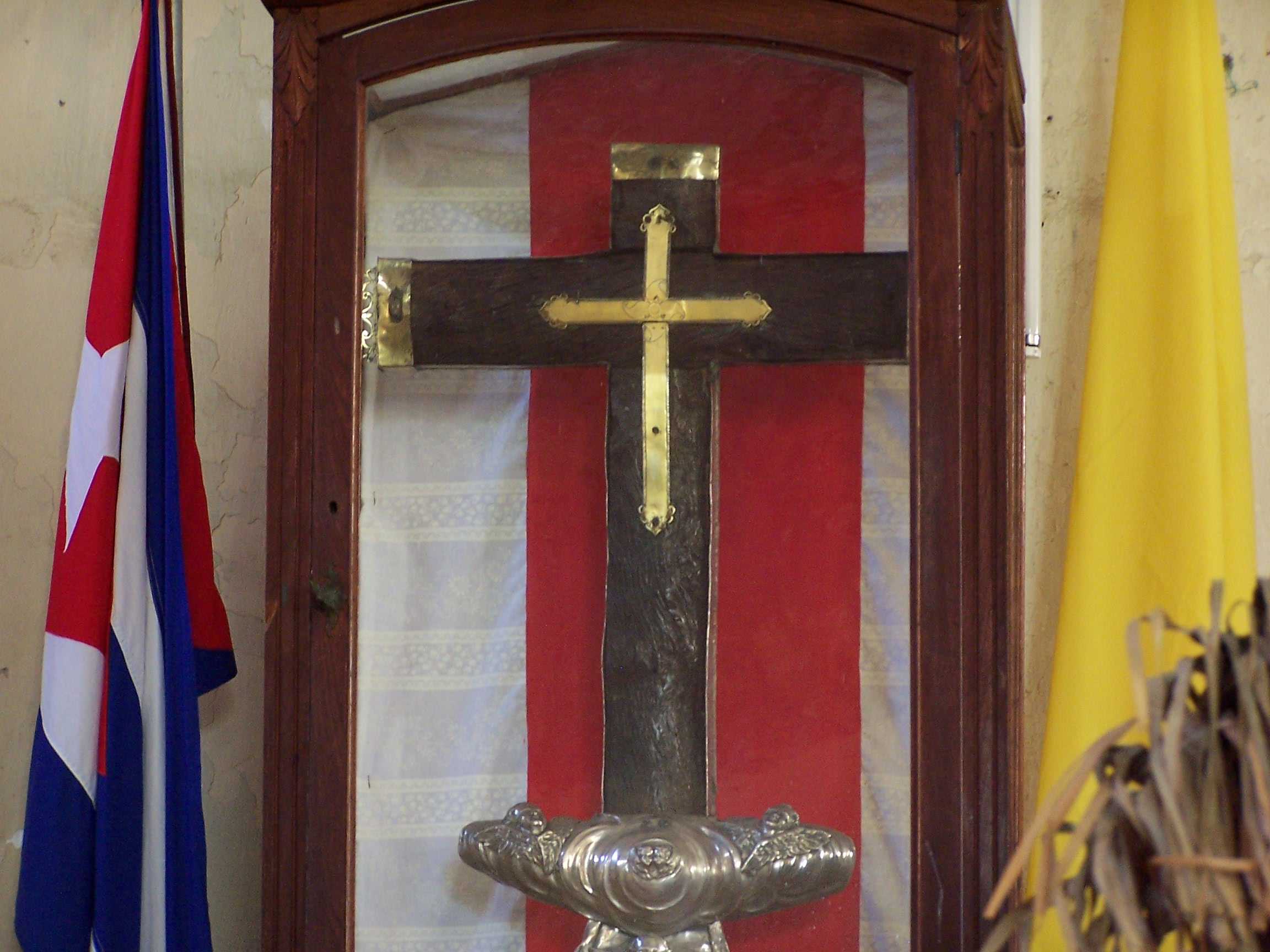
クルス・デ・ラ・パラ (Cruz de Parra)

1492年10月12日、クリストファー・コロンブスがキューバに上陸し、その地を Porto Santo と名付けた。コロンブスの記述したこの場所は、一般にはバラコアであると考えられているが、ヒバラ(Gibara)ではないかとする説もある。だがコロンブスは近くにテーブルマウンテンがあったと記しており、実際バラコアの近くにはテーブルマウンテンのエル・ユンケ山(El Yunque)がある。航海日誌には「…世界でもっとも美しい場所だ…鳥たちも歌っている、私たちは決してこの場所を離れることはないでしょう、と…」。伝説によると、コロンブスはクルス・デ・ラ・パラ(Cruz de la Parra)と呼ばれる木製の十字架を、後にバルコア湾となる砂浜に立てたという。
1511年8月15日（公式の創立日）、ディエゴ・ベラスケス・デ・クエリャルが初代キューバ総督に任命され、バラコアに邸宅を建ててその地を 'Nuestra Señora de la Asunción de Baracoa'と名付け、バラコアはキューバ最初の首都となった。
1518年には「都市」となり、キューバ最初の司教も着任した。このため、市内各所にはいまでもEl Castillo砦やMatachín 、La Punta などの要塞跡や墓地などがみられる。
16世紀と17世紀、他所から孤立していたバラコアはフランスやイングランドとの密輸天国となっていた。19世紀初め、ハイチでの独立運動から逃れようと、フランス人の多くがバラコアを去り、コーヒーやカカオ豆の栽培を始めた。

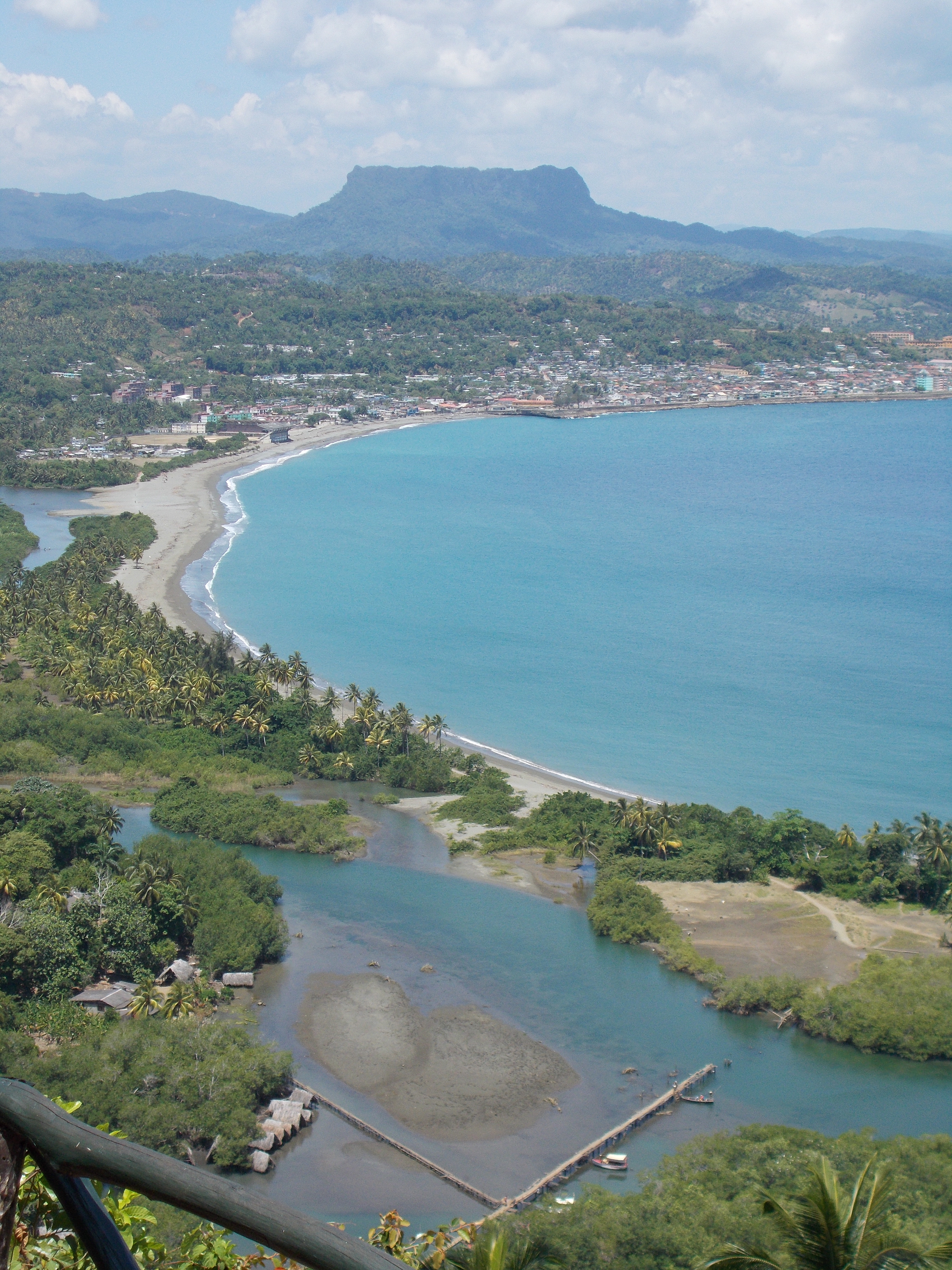
バラコア湾とエル・ユンケ山

19世紀半ばになると、ホセ・マルティやアントニオ・マセオ(Antonio Maceo)といった革命家、独立運動の闘士がバラコアに上陸、1902年にキューバはスペインからの独立を果たした。
キューバ革命以前は、海路が唯一の交通路であったが、1960年代に 120km の道路が山を通って建設され、革命の成果のひとつとされた。道路自体はバティスタ政権時代に計画されていたが、実現はしていなかった。道路は、最も高い所で地上600m以上のところにあり、11の橋がある。

## 産業
主な産物にバナナ、ココナツ、カカオ豆がある。またキューバの主要チョコレート生産地域でもある。

### 観光

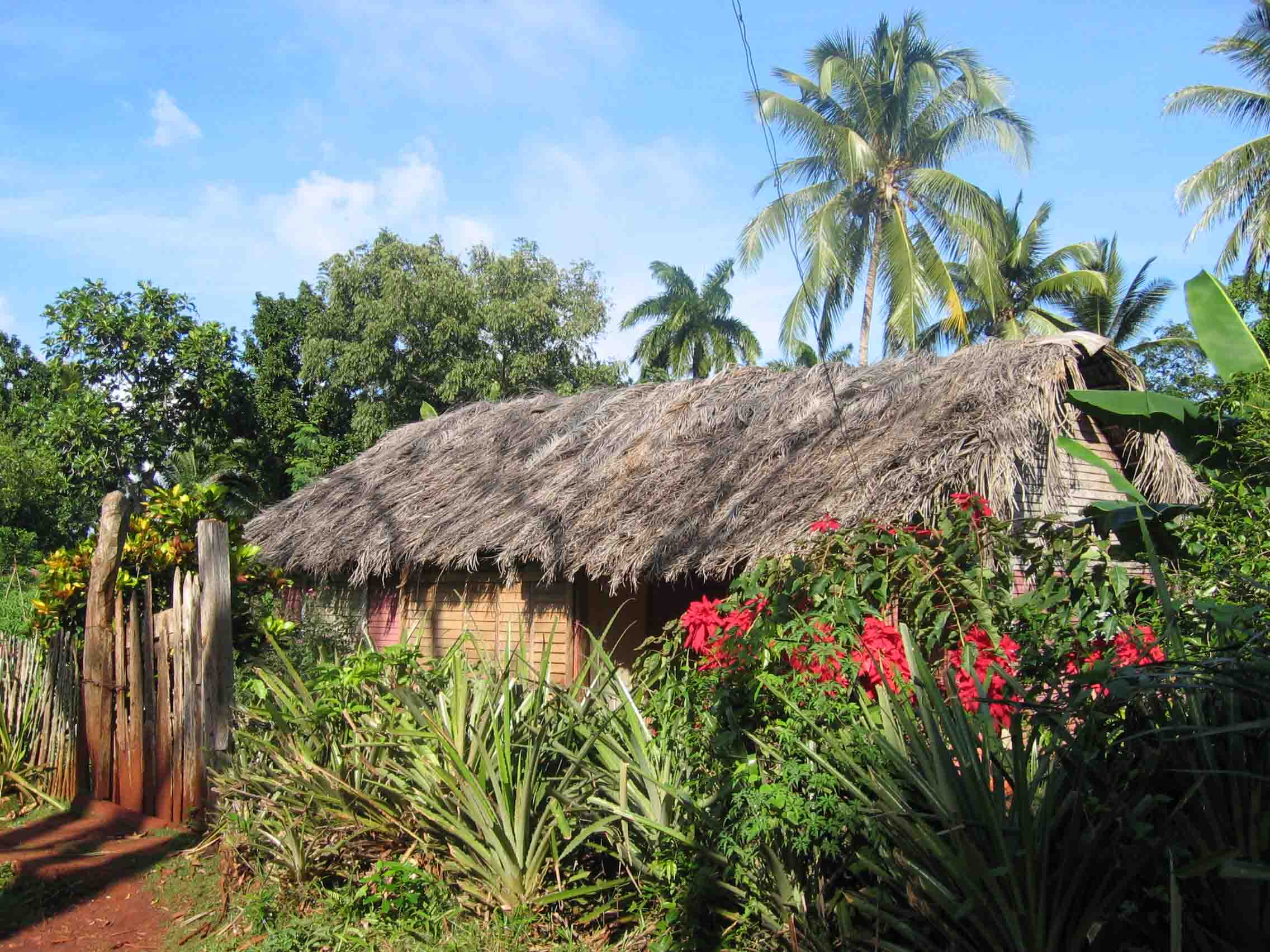
バラコア近郊の丘にある小屋

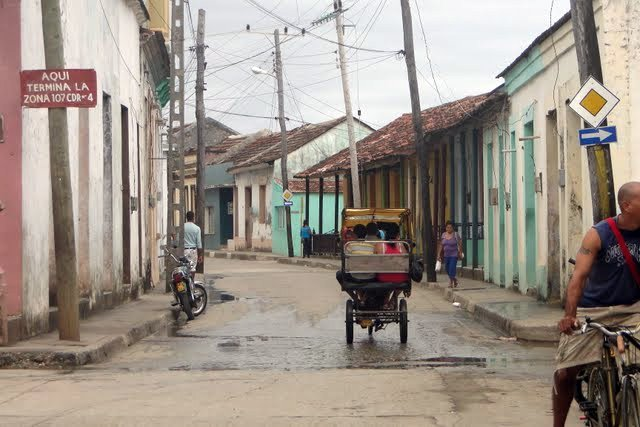
バラコア旧市街の通り

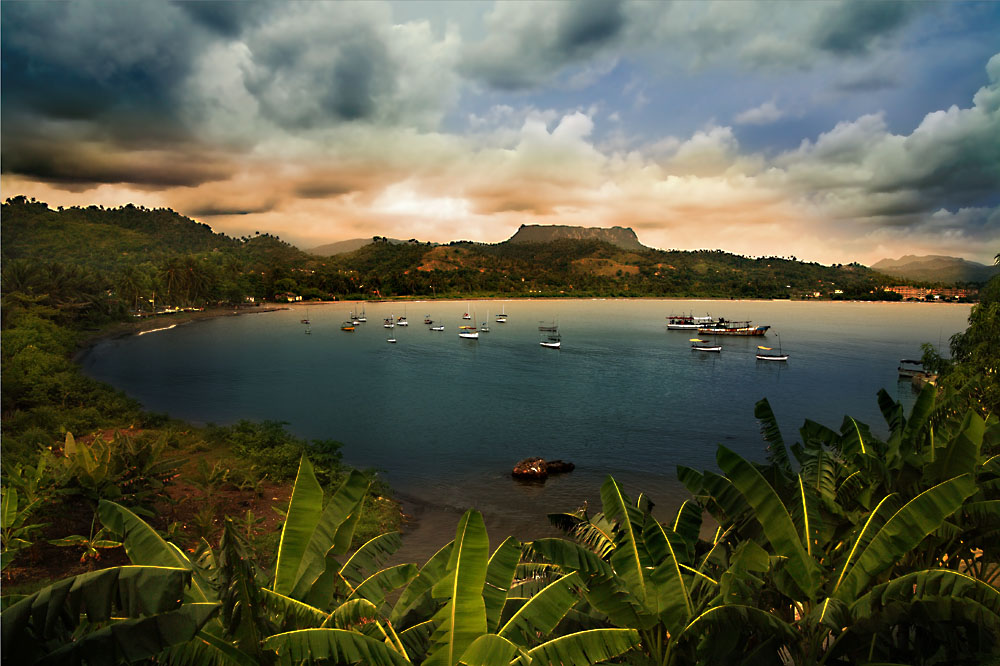
エル・ユンケ山を背景に湾に沈む夕日

キューバ島の東端に位置する遠隔地であるため、一部の名所を除いて多数の観光客が訪れるということはない。サンティアーゴ・デ・クーバからバスで4時間、ハバナから飛行機で2時間かかる。
市の東側にある、1802年に建てられた砦 Fuerte Matachín は現存しており、一部は博物館となっている。1803年につくられた西側の砦 Fuerte La Punta にはレストランもあり、すぐ傍にはビーチがある。三つ目の砦 El Castillo は急な坂の上にあって町と湾全体を見渡せるようになっているが、現在はホテル・エル・カスティーロ Hotel El Castillo と名を変えホテルとして営業している。  大聖堂 Catedral Nuestra Señora de la Asunción にはクルス・デ・ラ・パラと呼ばれる十字架がある。スペインから運ばれてきたものとされており、確かに炭素年代測定によればその時代のものではあるが、木材の種類はバラコアにあるものであるため、伝えられる話は、少なくともその一部は、誤りである。

標高 575m のテーブルマウンテン、エル・ユンケ山（el Yunque＝金床の意）はバラコアの西10kmにある。

### 料理
バラコアには、ココナッツに砂糖をたっぷりと混ぜ、オレンジやグアバ、パイナップルなどと一緒に椰子の葉にくるんだ「ククルーチョ(Cucurucho)」や、バナナをバナナの葉で包んだ「バカン(Bacán)」などの独特な食べ物がある他、カカオ豆の産地であることからチョコレートも豊富にある。

## 人口
2004年バラコア市の人口は、81,794人。面積は 977 km2 (377 sq mi)で、人口密度は 83.7/km2 (217/sq mi) である。

## 交通
バラコアは、キューバを東西に横断する全長1,435km の高速道路「カレテラ・セントラル(Carretera Central)」の東側の終点であり、西側はピナール・デル・リオ州のラ・フェ(La Fe)である。

### 空港
湾の西側、町の中心部から北北西に 4km のところに、主に国内便のみが飛ぶ小さな空港、グスタボ・リゾ空港(Gustavo Rizo Airport)(IATA: BCA, ICAO: MUBA)がある。便数は多くはないが、クバーナ航空によるサンティアーゴ・デ・クーバやハバナとを行き来する便があり、運賃もそれ程高くない。

## 出身著名人
キューバ人アーティスト、パブロ・ボルゲス・デルガド (Pablo Amancio Borges Delgado)はバラコアの出身である。